# Giovo
Giovo é uma comuna italiana da região do Trentino-Alto Ádige, província de Trento, com cerca de 2.392 habitantes. Estende-se por uma área de 20 km², tendo uma densidade populacional de 120 hab/km². Faz divisa com Salorno (BZ), Mezzocorona, Faedo, Cembra, San Michele all'Adige, Lisignago, Lavis, Albiano e Trento.